# Дзане
Дзанѐ (на италиански и на венециански: Zanè) е градче и община в Северна Италия, провинция Виченца, регион Венето. Разположено е на 183 m надморска височина. Населението на общината е 6653 души (към 2015 г.).